# Selling England by the Pound
Selling England by the Pound —en español: Vendiendo Inglaterra por Libra, idiomáticamente sería "Vendiendo Inglaterra al peso"— es el quinto álbum del grupo inglés de rock progresivo Genesis y el quinto en estudio, fue grabado y lanzado en 1973. 
Fue el mayor éxito comercial de la banda con Peter Gabriel, llegando al puesto #3 en los rankings del Reino Unido mientras en Italia logró el lugar #4. En los EE. UU. llegó al puesto #70 y obtuvo disco de oro, por 500.000 unidades vendidas, en el año 1990.

## Sinopsis
Aunque Selling England By The Pound es descrito por la banda como un álbum de altos y bajos, produjo varias canciones clásicas que han estado en el repertorio de Génesis desde que el álbum fue grabado hasta la última gira de 2007. En este álbum, Tony Banks hace uso por primera vez de los sintetizadores electrónicos, demostrado en la obra maestra "Firth Of Fifth", la cual tiene una magnífica introducción en piano que fue cortada en las interpretaciones en vivo de la canción, luego de la gira de este álbum.
El álbum también contiene lo que la banda considera ser su primer éxito comercial, la canción "I Know What I Like". Por su parte, la canción "More Fool Me" además de ser una de las pocas canciones de Genesis que no incluye teclados o piano ("Happy The Man" es otro ejemplo), es la única canción del álbum en la que Phil Collins deja las baterías para hacer las partes vocales, siendo la primera canción del grupo en la que Collins cantó en vivo.
La canción de cierre "After The Ordeal" es una hermosa obra, que da un adelanto de cosas que vendrían más adelante de parte de Steve Hackett. Además, "I Know What I Like" tenía el potencial de ser un éxito mucho mayor del que realmente fue. El grupo estaba haciendo un video promocional de la canción para el programa "Top of the Pops" de la televisión británica, pero no estuvieron satisfechos con la calidad de este por lo que nunca fue mostrado.
El álbum en sí mismo es considerado por muchos como el disco más representativo del período de Peter Gabriel en el grupo. Es un disco que sintetiza todo los avances sonoros de la banda. La batería de Collins en "I Know What Like" y en "Cinema Show", la voz vibrante y emotiva de Gabriel en el comienzo de "Dancing with the Moonlit Knight" o la guitarra virtuosa de Hackett en "Firth of Fifth" hacen de este, un disco memorable.
Sin embargo, un lugar especial ocupan las preciosistas atmósferas de los teclados de uno de los mayores genios del órgano, piano y sintetizadores: Tony Banks. Letras sugerentes, metafóricas en canciones de claro carácter sinfónico. La música de Génesis seduce con delicados episodios instrumentales en donde sobresalen el dominio asombroso de cada instrumento y, lo más importante, su perfecta conjunción.
Una versión remasterizada digitalmente fue lanzada en CD en el año 1994 por la discográfica Virgin en Europa y por Atlantic Records en EE. UU. y Canadá. Esta versión remasterizada incluye los créditos y las letras de las canciones que no se encontraban presentes en la edición original en CD. Un disco doble SACD / DVD (incluyendo nuevo sonido 5.1) ha sido lanzado en el Reino Unido el 11 de noviembre de 2008, incluye extensas entrevistas con la banda y ofrece material filmado en conciertos durante los años 1973-74.

## Portada
En este álbum la portada no estaría diseñada por Paul Whitehead, como en los tres álbumes de estudio anteriores, sino que incluiría una pintura de Betty Swanwick llamada "El Sueño". La pintura original no incluía una cortadora de césped, Swanwick la agregó posteriormente como una alusión a las letras en la canción "I Know What I Like (In Your Wardrobe)."
Además, el título del álbum es una referencia británica, originado en el eslogan utilizado en el manifiesto laborista en Londres para las elecciones generales celebradas antes de que el álbum fuera lanzado. A Gabriel le gustó tanto esta frase que obviamente decidió escribir una canción acerca de esto, "Dancing With The Moonlit Knight". Según Gabriel, también hay una segunda razón para esta elección: «Eramos conscientes en ese momento de que estábamos siendo criticados en Reino Unido por inclinar el contenido de nuestro material hacia América, por eso parcialmente yo quise este título».

## Lista de canciones
| Pista | Título Inglés                         | Título Español                                  | Letras por         | Duración |
| ----- | ------------------------------------- | ----------------------------------------------- | ------------------ | -------- |
| 1.    | Dancing With The Moonlit Knight       | Bailando con el caballero iluminado por la luna | Gabriel            | 8:05     |
| 2.    | I Know What I Like (In Your Wardrobe) | Sé lo que me gusta (en tu guardarropas)         | Gabriel            | 4:10     |
| 3.    | Firth Of Fifth                        | Fiordo del Quinto                               | Banks/Rutherford   | 9:40     |
| 4.    | More Fool Me                          | Sigue burlándote                                | Collins/Rutherford | 3:11     |
| 5.    | The Battle of Epping Forest           | La batalla del Bosque de Epping                 | Gabriel            | 11:44    |
| 6.    | After The Ordeal                      | Después de la ordalía                           | "Instrumental"     | 4:15     |
| 7.    | The Cinema Show                       | La función de cine                              | Banks/Rutherford   | 11:07    |
| 8.    | Aisle Of Plenty                       | En la abundancia                                | Gabriel            | 2:00     |

- Todas las canciones compuestas por Tony Banks, Phil Collins, Peter Gabriel, Steve Hackett, y Mike Rutherford.
- En las ediciones originales del álbum en LP y Casete el primer lado correspondía a los temas 1-4 mientras que el segundo a los temas 5-8.

## Sonido y conciertos

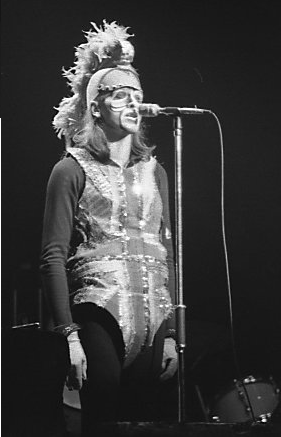
Peter Gabriel durante la gira Selling England by the Pound en 1974, vestido con un disfraz.

Las representaciones musicales son mucho más pulidas y firmes que en los álbumes anteriores. Las diversificaciones musicales están más unificadas con la estructura general de la canción. En particular, los solos de guitarra de Steve Hackett en "Firth Of Fifth" muestran su mejor momento de su destreza característica en la guitarra, mientras la canción se inicia con un piano clásico altamente estructurado de Tony Banks. Como en trabajos anteriores, patrones de tiempo inusuales, desplazamiento de notas y ritmos continúan como una clave estructural, y mientras estos aspectos formales no están menos presentes en este álbum, normalmente sirven para apoyar a las melodías de las canciones, más que dominarlas. De hecho, en general el álbum muestra un foco en la melodía como la fuerza unificadora de las canciones, en contraposición a tener un centro musical alrededor de la voz de Gabriel.
Selling England By The Pound contiene muchas piezas que se convertirían en parte central de las actuaciones de Genesis en los años posteriores, particularmente con "Firth Of Fith" y "The Cinema Show", las cuales utilizan poca letra en favor de la composición musical. Estas dos canciones junto con "The Battle of Epping Forest", una canción basada en una guerra de pandillas y colmada de referencias inglesas del lejano pasado, hacen uso intensivo de sintetizadores, introducidos al sonido de la banda en este álbum. "Firth of Fifth" continuó siendo incluida en el repertorio de Genesis, pero en las posteriores giras del grupo, la introducción en piano de Banks no ha sido incluida en las actuaciones en vivo de la canción , luego de un concierto de 1974 en el teatro "Drury Lane", cuando Banks estropeó la introducción y Collins tuvo que cubrirlo simplemente iniciando la canción luego de la introducción arruinada. El hecho de que la introducción no haya sido incluida en las posteriores actuaciones en vivo, continua decepcionando a muchos fanes del grupo.
Compositivamente, "The Cinema Show" provee el clímax para la segunda mitad del álbum, comenzando con las guitarras acústicas registradas de Rutherford y Hackett, proveyendo el trasfondo para las letras mitológicas, y desembocando en un solo de sintetizador de Banks. Esta sección se convertiría más tarde en el centro melódico de los medleys extendidos que el grupo realizaba en los conciertos como por ejemplo "In The Cage" medley, una combinación de extractos de canciones que Genesis tocaría en vivo años después de dejar de interpretar canciones de los 70, demostrando el rol en aumento de Banks como principal compositor. Estos medleys eran casi una rutina en las actuaciones, ya que al grupo le permitía interpretar la mayor cantidad de canciones y partes musicales en el tiempo que dura un concierto.
Finalizando con los motivos repetidos del principio del álbum, "Aisle Of Plenty" cierra el círculo del álbum en donde comenzó, nostalgia por la antigua Inglaterra. Selling England By The Pound también produjo la canción más corta "I Know What I Like (In Your Wardrobe)", que se convertiría en el primer éxito de Genesis en aparecer en los rankings, llegando al número #21 en el Reino Unido, en abril de 1974.

## Trivia
Según Steve Hackett, a John Lennon le gustaba mucho este álbum: "Cuando yo aún estaba en Genesis, nunca olvidaré estando de gira en Norte América en 1973 cuando intentábamos conseguir repercusión allí y oír a John Lennon decir en la estación de radio WNEW de Nueva York que amaba el álbum Selling England By The Pound. Incluso si yo ya no vendía un álbum más en mi vida - siempre recordaré eso. No hay nada mejor que eso - un tributo de Lennon, que él mismo oía nuestros discos. Nos dio un estímulo tremendo."

## Datos adicionales
- Lanzado en septiembre de 1973.
- Grabado en los estudios Island, Londres, Reino Unido, 1973.
- Todos los temas compuestos y arreglados por Genesis.
- Producido por John Burns y Genesis.
- Ingeniero asistente: Rhett Davies.
- Pintura de la portada por Betty Swanwick.

## Formación
- Tony Banks: teclados, guitarra de 12 cuerdas.
- Phil Collins: batería, percusión, coros, voz principal en "More Fool Me".
- Peter Gabriel: voz principal, flauta, oboe, percusión.
- Steve Hackett: guitarra eléctrica, guitarra clásica.
- Mike Rutherford: guitarra de 12 cuerdas, bajo, sitar eléctrico.

## Posicionamiento
| Año  | Lista                | Posición |
| ---- | -------------------- | -------- |
| 1974 | Billboard Pop Albums | 70       |